# William Fields
William Beauford Fields (født 6. august 1929 i Forsyth, Georgia, død 20. november 1992 i Gainesville, Georgia) var en amerikansk roer og olympisk guldvinder.

## Rokarriere
Fields var kadet på United States Naval Academy ved Annapolis og her en del af otteren, som vandt OL-udtagelsesstævnet i 1952. Ved OL 1952 i Helsinki stillede han og resten af besætningen, Dick Murphy, Frank Shakespeare, Jim Dunbar, Bob Detweiler, Henry Proctor, Wayne Frye, Ed Stevens og styrmand Charley Manring, op som store favoritter; amerikanerne havde vundet samtlige de OL-otterkonkurrencer, de havde stillet op i. Der deltog i alt 14 både i konkurrencen, hvor amerikanerne uden problemer vandt deres indledende heat og semifinale. I finalen blev USA i begyndelsen truet af den sovjetiske båd, men amerikanerne holdt dem væk og sejrede med et forspring på fem sekunder ned til Sovjetunionen, der fik sølv, mens Australien fik bronze.
Fields roede yderligere to sæsoner og vandt i alt tre collegemesterskabet i otteren samt to Eastern Sprints.

## Videre karriere
Fields fik en karriere i flåden og nåede en rang af kommandør.

## OL-medaljer
- 1952:  Guld i otter